# 戸津高知
戸津 高知（とつ たかとも、明治5年1月13日（1872年2月21日） - 1959年12月30日）は、日本の政治家、教育者。学校法人北海学園元理事長であり、札幌商業学校（現・北海学園札幌高等学校）の創設者。

## 経歴
出生から修学期
1872年、伊達藩士の長男として仙台に生まれた。北海英語学校を経て、1890年に札幌農学校に進学。
教育者として
卒業後は、札幌尋常中学校に教諭として勤務。1901年、浅羽靖に望まれて北海英語学校中等部教頭に就いた。1915年、北海中学校校長に就任。また同1915年からは財団法人北海中学校理事（1923年まで）。
1920年、札幌商業学校(戦時中、札幌豊陵工業学校と改名)が創設となると、初代校長に就任。1938年、財団法人苗邨学園理事長。しかし戦後の1947年、GHQ指令に基づいて実施された「教職員適格審査」で、不適格者とされた(1950年に解除)。そのため、1948年に理事長・北中校長・北商校長を退任。学校法人北海学園名誉学園長（〜1959年）となった。
政治の面では、札幌市会議員や北海道会議員、同副議長（第15代）も務めた。

## 受賞・栄典
- 1956年：北海道文化賞を受賞[3]。

## 教育者としての功績
長く北海道で教育に携わり、広く人材育成に努めた。1952年11月30日、札幌商業学校卒業生の有志によって札幌商業高等学校（現・北海学園札幌高等学校）の校庭に胸像が建立された。
- 浅羽靖が厳格な国家主義と儒教的精神に基づいた教育を実施したのに対し、戸津は自由主義的な教育方針であった[6]。
- 戸津が校長当時、北海中学校には、道内外から所謂「札付き」が集まってきて「ダラ中」と評され、教職員らが「札付き」生徒を入学させる方針の変更を進言したことに対し、戸津は「彼らも人の子。彼らを誰が救うのか。今ここで善導しなかったら、彼らの将来はどうなるか」と教職員らを諌めたという。それによって、実に多彩な人材が送り出された。
- 戸津は、1929年の政府中等教育の改善策に対し、独自の教育改革案を唱えていた。それは、教職員が人格教化に当たるのを第一とし、1日8時間の勤務時間内で授業を4、5時間に抑えあとは生徒と共に復習・実験・運動競技・野外実習に励めばよいとするものであった。
- 戸津に対しては、教え子から親しみと父親の様な敬愛の念を込めて「父っつぁん」と呼ばれていた[7]。

## 家族・親族
- 父：伊達藩士
- 息子：戸津高之も教育者。北海道札幌南高等学校国語教諭や旭水町内会初代会長を務めていた。父の戸津高知は家族に対しても教育熱心であったという。